# 日本セラミック
日本セラミック株式会社（にっぽんセラミック）は、鳥取県鳥取市に本社を置くセラミックスを使用したセンサなどを製造、販売するメーカーである。

## 概要
創業当初よりセンサの開発に強みを持つ。創業して間もなく、超音波センサを用いた三洋電機のカラーテレビのリモコン（通称：ズバコン）を量産し、大ヒット商品となる。さらに、創業から3年後には防犯センサを海外で販売、ゼネラルエレクトリック社等との契約に成功し海外での販路も広げる。
鳥取県に本社を置く企業としては初めての株式上場企業であり、2008年時点には赤外線センサが6~7割、超音波センサが5~6割の世界シェアを持つ。

## 沿革
- 1975年6月 - 鳥取県内の電子部品会社に勤務していた谷口義晴が、元部下5人とともに独立、日本セラミック株式会社設立。
- 1975年11月 - 三洋電機と共同開発したテレビ遠隔操作器具の量産開始。
- 1978年12月 - 防犯、警備用超音波センサを開発、アメリカ市場との取引開始。
- 1986年9月 - 中国企業との合弁会社設立（出資比率50％）。
- 1990年11月 - 大阪証券取引所2部特別指定銘柄上場。
- 1992年6月 - 大阪証券取引所2部指定替え。
- 1999年11月 - 広島証券取引所上場。
- 2000年3月 - 東京証券取引所2部上場。
- 2000年12月 - 東京証券取引所、大阪証券取引所1部指定替え。